# Hom
Hom – wieś w Słowenii, w gminie Šentrupert. W 2018 roku liczyła 83 mieszkańców.